# Reixa de control

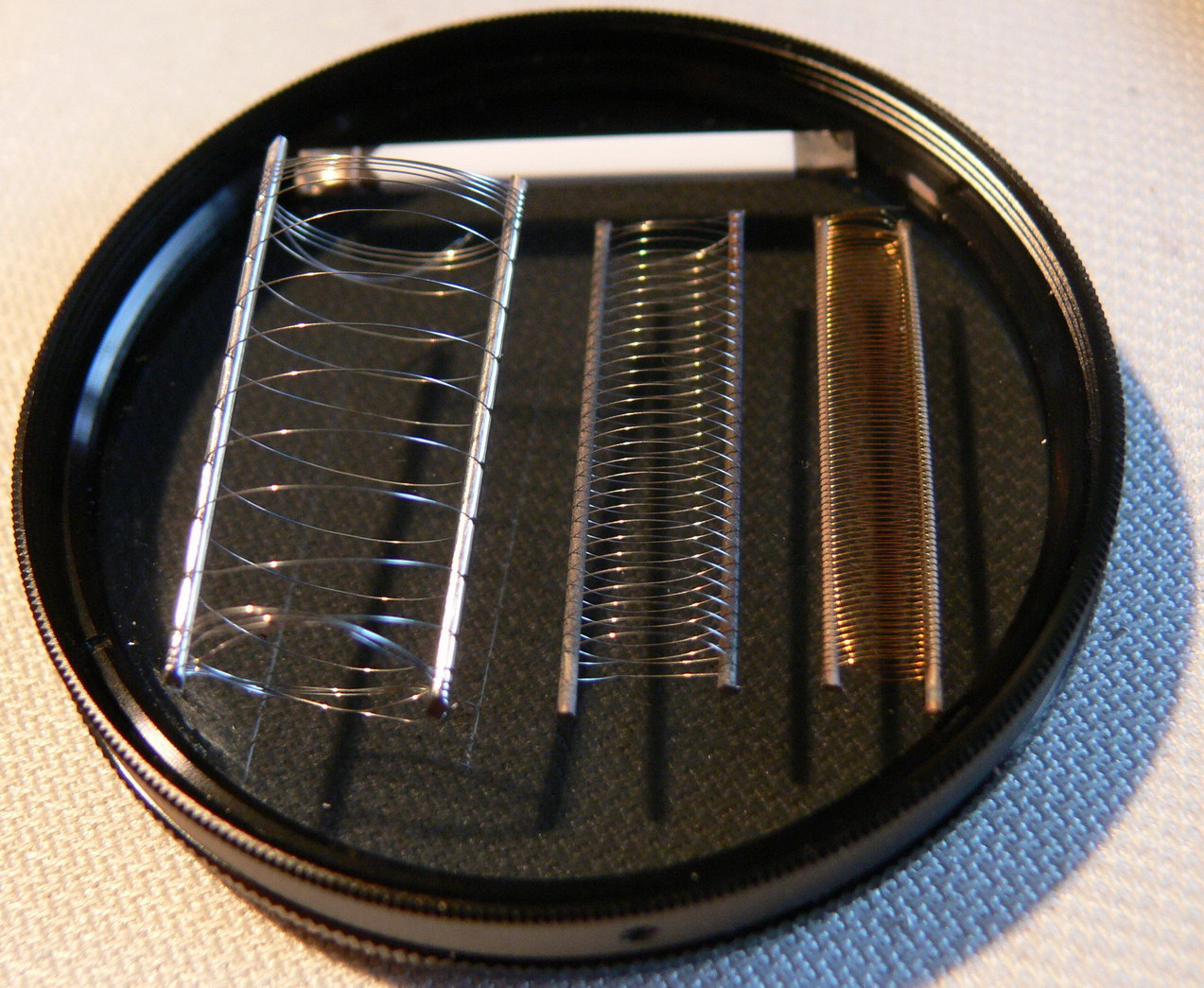
Reixeta de control d'una EL84 a la dreta de la foto

La reixa de control  és un element d'un tub de buit, que es munta entre el càtode i l'ànode La funció principal de la reixeta de control és incrementar o reduir el pas de flux electrònic entre càtode i ànode d'una vàlvula, el que permet l'amplificació d'un senyal electrònic. Forma part de la pèntode i de la tríode. Va ser inventat per Lee De Forest (1873-1961)el 1906.
Té una construcció el·líptica o circular (depenent de la forma del càtode), amb el càtode al centre. La reixeta està feta amb filferro en forma d'espiral per facilitar el pas de corrent anòdic, tanmateix, depenent de la polarització i la proximitat al càtode, pot bloquejar totalment el pas del corrent de placa.
El control efectiu que té la reixa en el corrent de placa es deu a la proximitat amb el càtode, i a la disposició en una regió d'alta concentració de càrrega negativa, el que pot fer que el dispositiu passi del corrent de tall al corrent de saturació o estigui en una situació intermèdia entre aquests dos punts.